# دژ لمسر
دژِ لَمْبَسَر یا لَمَسَر که در شمال شهر قزوین و در منطقه الموت در شمال شرقی شهر رازمیان واقع شده است و قدمت آن به دوران ساسانیان بازمی‌گردد و در دوره سلجوقیان مورد استفاده گسترده قرار گرفت. این قلعه از مهم‌ترین پایگاه‌های اسماعیلیان پس از دژ حسن صباح می‌باشد و در بخش الموت غربی در شهرستان قزوین واقع شده است. متأسفانه پیرامون سال ساخت این بنا در اسناد تاریخی یادی به میان نیامده است. این قلعه ابعادی در حدود ۴۸۰ متر در جهت شمالی-جنوبی و ۱۹۰ متر در جهت شرقی-غربی دارد. پس از فتح قلعه لمسر، حسن صباح، کیا بزرگ امید را به حکومت بزرگ‌ترین قلعه اسماعیلیان نزاری در الموت غربی، منصوب کرد.

## موقعیت مکانی

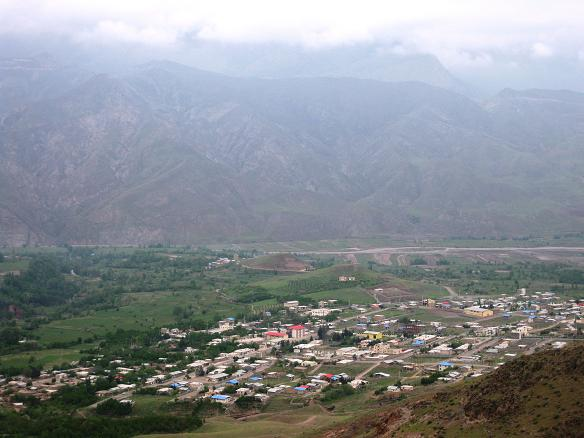
دورنمای رازمیان از لمبسر

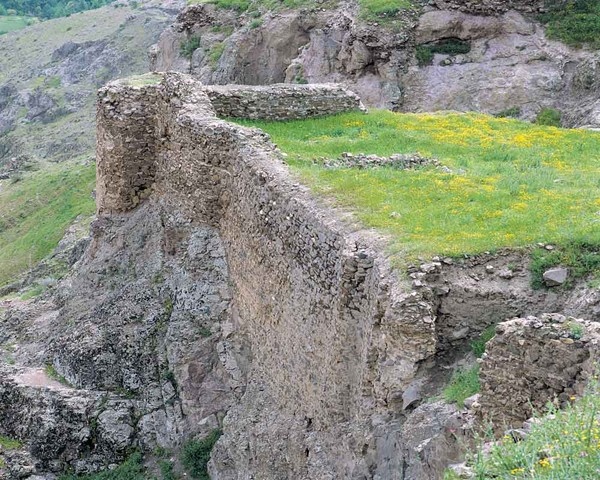
بقایای دیوار محافظ دژ

لمبسر قلعه مستحکم اسماعیلیان در ۳ کیلومتری شمال شرقی شهر رازمیان - مرکز بخش رودبار الموت غربی - قرار دارد. دره‌های عمیق نینه رود و لمه دسترسی به آن را از شرق و غرب غیرممکن ساخته‌اند و تنها از دو دروازه شمالی و جنوبی می‌توان به دژ وارد شد. شیب کوه که از شمال به جنوب کشیده شده و اختلاف دو سطح آن به ۱۵۰ متر می‌رسد حدود ۴۸۰ متر طول دارد و پهنای قلعه بیش از ۱۹۰ متر است، این موارد شرایط استثنایی برای دژ به وجود آورده که موجب تسخیر ناپذیر خواندن این قلعه شده است.
این قلعه که در بخش الموت غربی واقع گردیده مهم‌ترین مقر برای دفاع از الموت در برابر هجوم از سوی غرب بود.

## معماری بنا

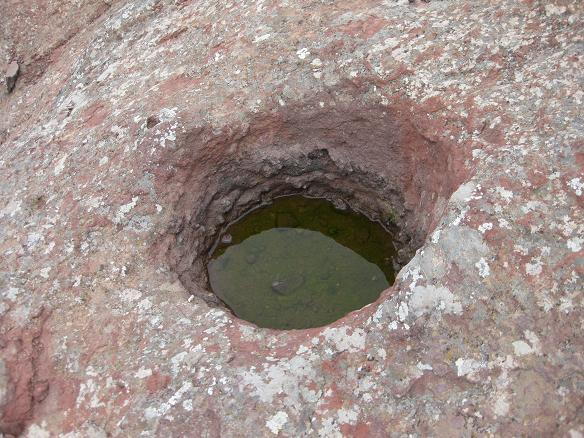
محل جمع‌آوری آب باران برای ادامه حیات در مواقع محاصره دژ

دیواره‌های عظیم دولایه با ارتفاعی افزون بر ۱۰ متر از سنگهای بسیار بزرگ، که اکنون تنها بقایای ناچیزی از آن باقی‌مانده است، وظیفه محافظت از قلعه در برابر هجمه دشمنان بود. ساختمان اصلی در بخش شمالی دژ با دیوارهایی به قطر ۱۲۰ سانتی‌متر از سنگ تراشیده، جایگاه اصلی کیا بزرگ امید فرمانروای قلعه بوده است.
از نکات شگفت‌آور در مورد این قلعه، سازوکار حیرت‌انگیز جمع‌آوری و ذخیره آب باران، سیستم آبرسانی و همچنین مخازن غلات در جنوب و جنوب شرقی آن است که سبب می‌شد علی‌رغم محاصره بلند مدت ساکنان آن به حیات ادامه دهند.
از استحکامات شمالی قلعه که تنها راه نفوذ و دسترسی به آن بوده، اثری به جای نمانده است. اما با توجه به آثار باقی‌مانده، این بخش مسلماً دارای دروازه و برج و باروهای عظیم بوده است. برای ساخت استحکامات این قلعه از مصالح سنگ با ملات ساروج یکپارچه استفاده شده است. وسعت کم‌نظیر قلعه لمبسر اجازه مختصر کشت به اهالی آن می‌داده تا در مواقع محاصره خودکفا باشند.

## تاریخچه
سال ساخت بنای دژ در متون تاریخی نیامده اما نوع ساخت و مصالح بکار رفته در آن نشانگر این است که از استحکامات دوره ساسانی و قرون اولیه اسلامی می‌باشد.
این قلعه به واسطه موقعیت و اهمیت خاص خود در دوره تسلط اسماعیلیه شهرت بسیار یافت و پس از قلعه الموات واقع در روستای گازرخان، از مهم‌ترین دژهای اسماعیلیه بشمار می‌رفته است.